# Élio Bernardi
Elio Bernardi (São Bernardo do Campo, 30 de junho de 1923 — , 10 de março de 1999) foi um político brasileiro.  Foi o segundo prefeito de Mauá.
Elio nasceu provavelmente na casa de sua avó, localizada nas imediações do atual Museu Barão de Mauá, em Pilar, na época um bairro de Santo André que, mais tarde, viria a se tornar o município de Mauá.  Filho de Luiz Bernardi e de Zina Battani Bernardi, teve outros quatro irmãos. Casou-se com Thereza Pedro Bernardi, filha de Manoel Pedro Junior, na cidade de Aparecida do Norte em 10 de maio de 1956. Tiveram dois filhos, Elio Bernardi Filho e Luiz Roberto Bernardi.
Elio, quando criança, estudou no antigo Colégio Visconde de Mauá, ainda na Praça da Paineira, junto com sua futura esposa. Já adulto, chegou a ter dois empregos ao mesmo tempo, trabalhando na Cerâmica Paulista e, após, na Cerâmica Santa Helena, fazendo cálculos para os livros contábeis da empresa. Depois foi trabalhar na Serraria Sortino, tornando-se sócio, mais tarde. Jogou futebol pela Associação Atlética Industrial, e chegou a tornar-se jogador profissional pelo Clube Atlético Ypiranga, disputando a primeira divisão do Campeonato Paulista de Futebol, mas acabou tendo que desistir do futebol pra investir em seu trabalho na Serraria.

## Primeiros anos na política
Anos depois, Elio acabou se envolvendo na política, elegendo-se vereador por Santo André, com votos dos moradores do então distrito de Pilar. Quando do movimento emancipacionista, Elio foi um dos poucos pilarenses contrários à emancipação naquele momento. O motivo era que a prefeitura de Santo André já tinha feito a concorrência pública para a pavimentação das avenidas João Ramalho e Capitão João. Ocorrendo a emancipação naquele momento, a dívida feita, de um montante vultoso pra uma pequena cidade, seria passada pra prefeitura de Mauá, o que já prejudicaria profundamente o erário da nova cidade. Elio foi voto vencido, e a população votou pela emancipação de Pilar. A cidade votaria pra escolher seu primeiro prefeito já em 1954.
Elio era o político de Pilar, o vereador representante da população local na câmara municipal. Seria natural que, nas eleições municipais, fosse candidato ao cargo majoritário do executivo. Mas, por ter sido contrário à emancipação naquele instante, temia ter sua candidatura derrotada. Por isso incentivou o retorno do popular Ennio Brancalion à política, como candidato à prefeito. Ennio acabou aceitando, concorreu à prefeitura, tendo Elio concorrido para vice-prefeito junto em sua chapa, ambos pelo Partido Trabalhista Brasileiro (PTB), ainda sob a influência de Getúlio Vargas. Ambos se elegeram.

## Primeiro mandato como prefeito de Mauá
Em 1958 Elio concorreu a prefeito de Mauá, ainda pelo PTB, tendo Guilhermo Primo Vidotto com candidato a vice, vencendo o pleito democrático e sendo eleito o segundo prefeito do município. Tomou posse em 1º de janeiro de 1959. Durante sua primeira gestão, a prefeitura transformou a Praça XXII de Novembro, construindo uma concha acústica, um  jardim com paisagismo em estilo japonês projetado por Burle Marx, um lago ornamental com carpas, e um chafariz, conhecido como Fonte Luminosa, pois irradiava água e luzes coloridas em sincronia com as músicas gravadas que eram tocadas por um aparelho na concha .
Seu mandato iria até o final de 1962, mas em 3 de setembro Elio pediu afastamento pra concorrer ao cargo de deputado estadual. Como o vice prefeito, o presidente da Câmara Municipal e o 1º secretário também de afastaram, o 2º secretário, Amélio Zuliani, assumiu a prefeitura.

## Deputado estadual
Foi eleito deputado estadual em 1962. No período entre seu primeiro mandato como prefeito e o segundo, Elio destacou-se como líder do movimento para a criação de um hospital no município. Na época, só havia hospitais em Santo André ou São Bernardo do Campo, o que, para os mauaenses estava distante, além dos problemas com má qualidade de transporte público e estradas intermunicipais. O grupo liderado por Elio promoveu a partir de 1963 eventos pra angariar fundos pra construção do hospital. Por fim, com a ajuda da Igreja Católica Apostólica Romana e da prefeitura de Mauá, a Santa Casa de Mauá foi inaugurada em 12 de junho de 1966, sendo que Elio permaneceu com único provedor do hospital por 33 anos, desde a sua fundação até seu falecimento. 

## Segundo mandato como prefeito de Mauá
A inauguração do primeiro hospital do município foi decisiva nas eleições de 1966. Elio, já pela Aliança Renovadora Nacional (ARENA), e tendo Américo Perrella como seu candidato a vice, recebeu 7738 votos contra Laurindo Callegari, do Movimento Democrático Brasileiro (MDB), com apenas 1776 votos. Em 1º de janeiro de 1967, Elio Bernardi tomou posse como prefeito pela segunda vez, cumprindo seu mandato completo até 31 de janeiro de 1970. Neste governo, a prefeitura começou a construir seu estádio municipal em 1968, tendo gasto , na época, em torno de Cr$ 550 milhões de Cruzeiros. Porém, em 1969, após desentendimentos políticos, a obra foi paralisada levando mais de uma década para ser retomada e concluída.

## Últimos anos como político
Na gestão seguinte, de Américo Perrella, Elio foi diretor administrativo na prefeitura, sendo que só se aposentaria na gestão de Amaury Fioravanti.
Concorreu novamente à prefeitura, pela ARENA, na eleição de 15 de novembro de 1972, tendo obtido apenas 8227 votos, contra 16 729 de Amaury Fioravanti do MDB. Concorreu ainda à prefeitura em 1977 e em 1983, mas não foi eleito.
Viu a Praça XXII de Novembro, a grande obra de seu primeiro governo, ser demolida pela prefeitura em 1985, pra dar lugar ao novo Terminal Municipal. Mas estava vivo em 1998, quando a praça reconstruída, foi reinaugurada e reentregue à população.